# Sylvisorex akaibei
Sylvisorex akaibei — вид невеликих ссавців з родини мідицевих (Soricidae).

## Етимологія
Вид названий на честь д-ра М. Акайбе Дуду (Akaibe M. Dudu) на знак визнання його наукових досліджень дрібних ссавців в басейні річки Конго і його безперервного і успішного просування дослідження ссавців у своїй країні.

## Опис
Рівномірно темного кольору, з коротким хвостом вид (хвіст 47%—54% від довжини голови й тіла), хвіст товстий при основі з низькою волосистістю.

## Поширення
Це ендемік Демократичної Республіки Конго, де він був знайдений в трьох місцях на берегах річки Конго.